# Kennedy (cognome)
Kennedy è un cognome di origine irlandese e scozzese.

## Etimologia
Tra le varie ipotesi formulate sull'etimologia di tale cognome figurano quella che vuole trattarsi dell'anglicizzazione del patronimico gaelico Ó Ceannéidigh, nipote di Ceannéidigh, antroponimo che deriva da ceann (=testa) e éidigh (=brutto) e un'altra secondo la quale ceann potrebbe indicare il capo di una famiglia o di un clan.
Un'ulteriore ipotesi vorrebbe che il nome derivi da Ó Cinnéide, nipote di Cinnédidh o Cinnéidigh (=testa elmata).

## Persone
- Kennedy (famiglia) - famiglia statunitense
  - John Fitzgerald Kennedy, 35º presidente degli Stati Uniti, membro più famoso di detta famiglia;